# Teorija
Teoríja (starogrško starogrško θεωρηιν: theorein - gledati, opazovati) je zamisel ali spoznanje o nekem pojavu, ki največkrat temelji na opazovanju. V nasprotju z odkritjem ali razodetjem je teorija spoznanje, kar ni dokončno ali je celo dvomljivo. V pogovornem jeziku bi sopomenke za teorijo lahko bile: ugibanje, nepraktično razmišljanje; nasprotje resničnosti ali prakse. 
V naravoslovnih, tehničnih in družboslovnih vedah je prizvok nedokončnosti dobrodošel. Prav možnost, da teorijo z novimi opazovanji ovržemo, je ključna značilnost znanosti; v nasprotju z verskim pojmovanjem, ki predpostavlja vero v razodetje in učenje, brez možnosti preverjanja. 
Teorijo lahko v znanosti tolmačimo tudi kot neki (miselni, računski, logični ...) model opazovanega pojava. V filozofiji znanosti gorvorimo tudi o ovrgljivosti teorije, kar pomeni, da teorijo ovržemo, ker smo opazovali dogodke, ki jih teorija ne dopušča. Zahtevo, da je »znanstveno le tisto, kar lahko ovržemo« je jasno postavil Karl Popper.
Nižjo stopnjo zaupanja kot teorija ima v znanosti hipoteza. Hipoteza je lahko povsem nepreverjena in plod intuicije. Ko je postavljena hipoteza preverjena z mnogimi razpoložljivimi podatki, pridobi status teorije. Postavitev in ovrženje hipoteze je lahko metodološki postopek, s katerim postopoma izločimo različne konkurenčne hipoteze.

## Nekatere teorije
- Biologija: Evolucijska teorija
- Kemija: Teorija atoma — Kinetična teorija plinov
- Meteorologija: Teorija o klimatskih spremembah
- Geologija: Tektonika plošč
- Literatura: Literarna teorija
- Matematika: Teorija grafov — Teorija števil — Teorija verjetnosti
- Glasba: Teorija glasbe
- Filozofija:
- Fizika: Teorija relativnosti
- Astrofizika:

- Drugo: Ovržene znanstvene teorije: Teorija flogistona